# Atari Missile Command Hardware
Atari Missile Command Hardware es una placa de arcade creada por Atari destinada a los salones arcade.

## Descripción
El Atari Missile Command Hardware fue lanzada por Atari en 1980.
El sistema tenía un procesador 6502 a una frecuencia de 1 MHz y un chip de sonido Pokey.
En esta placa funcionaron 2 títulos, uno de ellos un hack del otro.

## Especificaciones técnicas

### Procesador
- 6502 a una frecuencia de 1 MHz

### Audio
Chips de sonido:
- Pokey

### Video
Resolución 256x231 pixeles

## Lista de videojuegos
- Missile Command
- Super Missile Attack